# Římskokatolická farnost Bořislav
Římskokatolická farnost Bořislav (něm. Boreslau) je církevní správní jednotka sdružující římské katolíky na území obce Bořislav a v jejím okolí. Organizačně spadá do teplického vikariátu, který je jedním z 10 vikariátů litoměřické diecéze.

## Historie farnosti
Plebánie v Bořislavi je prvně písemně doložená roku 1352, kdy platila 6 grošů papežských desátků. V té době už Bořislav patřila teplickým benediktinkám. Znamená to, že klášter měl k farnosti patronátní právo a jeho abatyše tam instalovala duchovního správce. Farnost ovšem neměla takový rozsah jako v současnosti: Do roku 1661 byly dnešní filiální kostely ve Rtyni a v Hradišti sídlem farní správy. Do bořislavského farního okrsku je tehdy začlenil majitel teplického panství Jan Jiří Marek Clary-Aldringen.

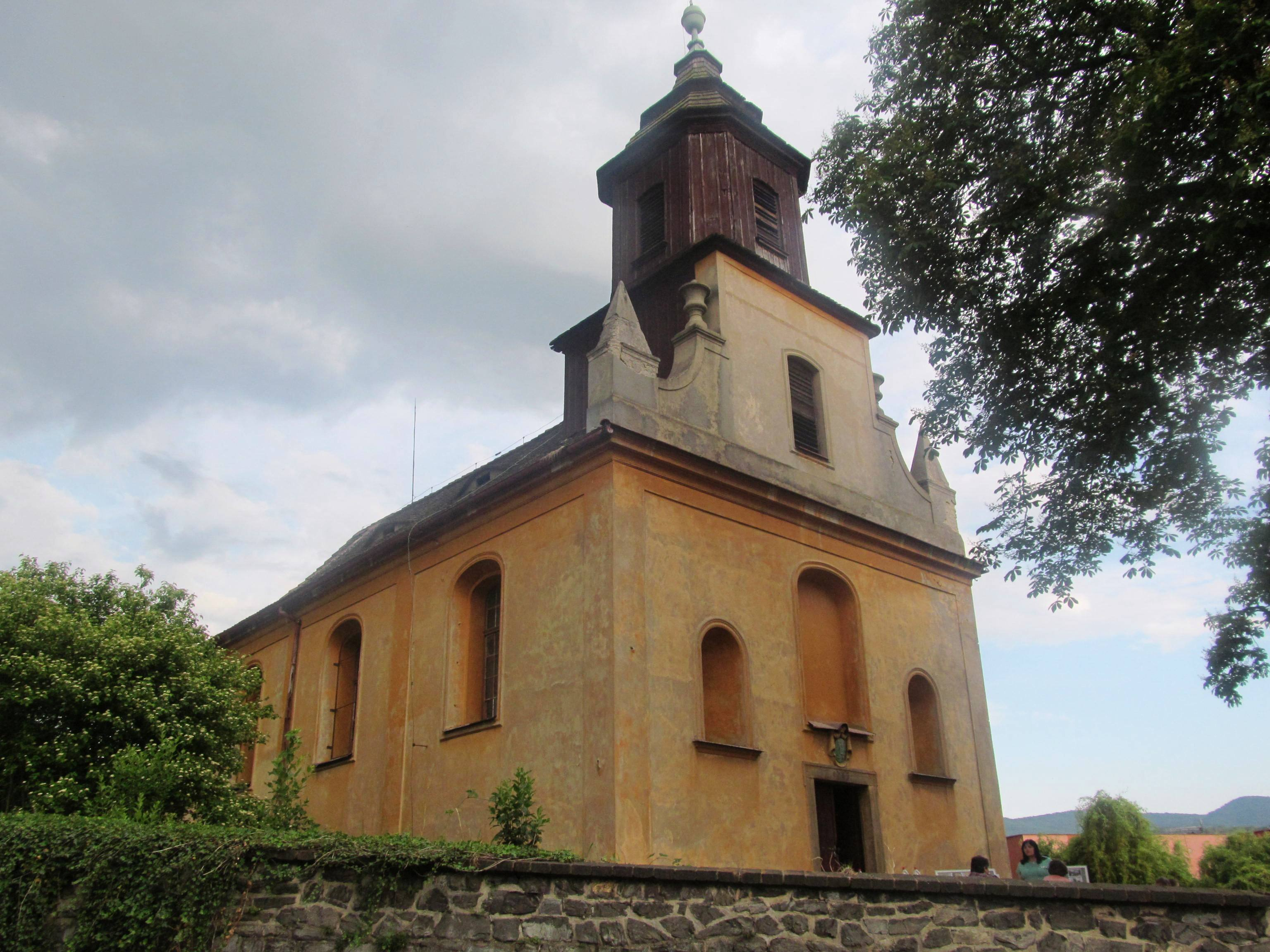
Kostel v Hradišti

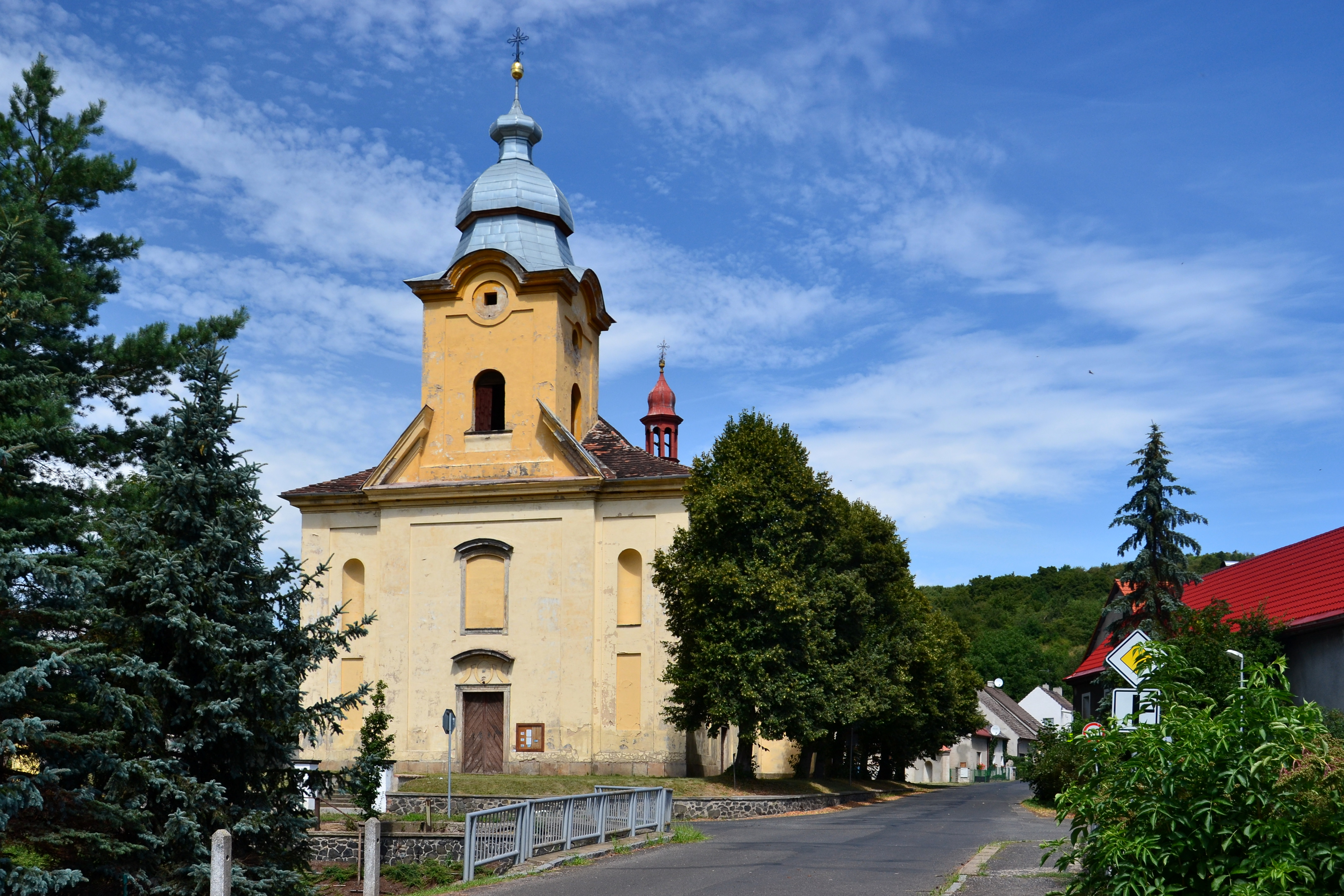
Kostel ve Rtyni

První bořislavský farář, kterého známe jménem, je Pavel. Ten v roce 1377 vedl na arcibiskupském soudu při s knězem Petrem z Teplic, který se později stal farářem ve Rtyni. Ze 14. století se v písemných pramenech jako bořislavští faráři ještě uvádějí Jan a Štěpán. Začátkem 15. století mluví prameny také o faráři Swierzkovi. Roku 1405 převzal od Oldřicha a Peška z Radovesic pro bořislavský kostel dar 24 grošů ročně farář Mikuláš. Pravděpodobně jde o téhož Mikuláše, který zemřel v Bořislavi roku 1416. Jako jeho nástupce prezentovala abatyše Žofie kněze Jana z Teplic. V prvních letech husitských válek byla bořislavská fara zřejmě opuštěna. Roku 1434 totiž abatyše Markéta ustanovila Apolináře z Horšovského Týna za faráře v neobsazené farnosti. To je jedna z posledních zpráv o existenci teplického kláštera a na dlouhou dobu poslední zpráva o bořislavské farnosti. V roce 1434 je v Praze na Karlově uváděn jako představený Martin z Bořislavi. Je otázka, v jaké podobě bořislavský kostel husitské války přečkal.
Od poloviny 15. století vykonávala patronátní právo nad farností teplická světská vrchnost, protože tamní klášter zanikl. V té době už byla bořislavská farnost, podobně jako většina farností na severozápadě Čech, utrakvistická. I z evangelického období bořislavské farnosti existuje několik zpráv. Roku 1564 zde byl farářem Jakub, který měl potíže s přijetím jakési mladé kuchařky.
V roce 1569 byl pro bořislavský kostel ulit zvon o průměru 95 cm.
Roku 1592 presentoval Radslav Kinský do funkce faráře kněze Michaela Longolia původem z Kralovic. Longolius byl nejen teolog a člen litoměřického utrakvistického děkanátu, ale také humanistický učenec. Stýkal se např. s Martinem Bacháčkem a Janem Jeseniem. Byl rovněž literárně činný. Roku 1617 vydal český překlad latinského originálu tehdy velmi rozšířené, čtyřdílné knihy německého luteránského teologa Johanna Arndta (1555–1621) Anatomie a laboratoř pravého křesťana. V roce 1620 vyšel v Praze jeho překlad pranostik a proroctví Paula Nagela z Lipska. Longolius byl zámožný muž. Roku 1612 si od něj město Louny vypůjčilo značnou částku 3500 míšeňských kop. Členové městské rady ji pak každoročně jezdili do Bořislavi splácet. V důsledku rekatolizačních dekretů byl Longolius po bitvě na Bílé Hoře nucen Čechy opustit. Usadil se v saském příhraničním městě Geisingu, kde v roce 1628 zemřel. Ve farním archivu v Řehlovicích se údajně v roce 1717 nalezla jeho česky psaná závěť.

Od roku 1624 byla Bořislav administrována z Teplic. Roku 1628 instaloval císařský komisař – majetkové poměry teplického panství a tím ani patronát nebyly tehdy ještě zcela vyjasněny – za teplického a bořislavského faráře kapucínského mnicha Bernarda. V roce 1635 získali teplické panství Aldringenové. Ti téhož roku připojili Bořislav, Hradiště a Rtyni k Děkanství v Teplicích. Prosazování víry pod jednou ale v okolí Bořislavi nebylo jednoduché. Bernardovu nástupci, M. Adamu Prochovi, pomáhali v roce 1637 s rekatolizací dva jezuitští misionáři. Ještě v roce 1650 působil v Bořislavi protestantský učitel. Jeho vykázání z farnosti Prochovým nástupcem P. Eliasem Ignazem Reichelem se setkalo s odporem farníků. 

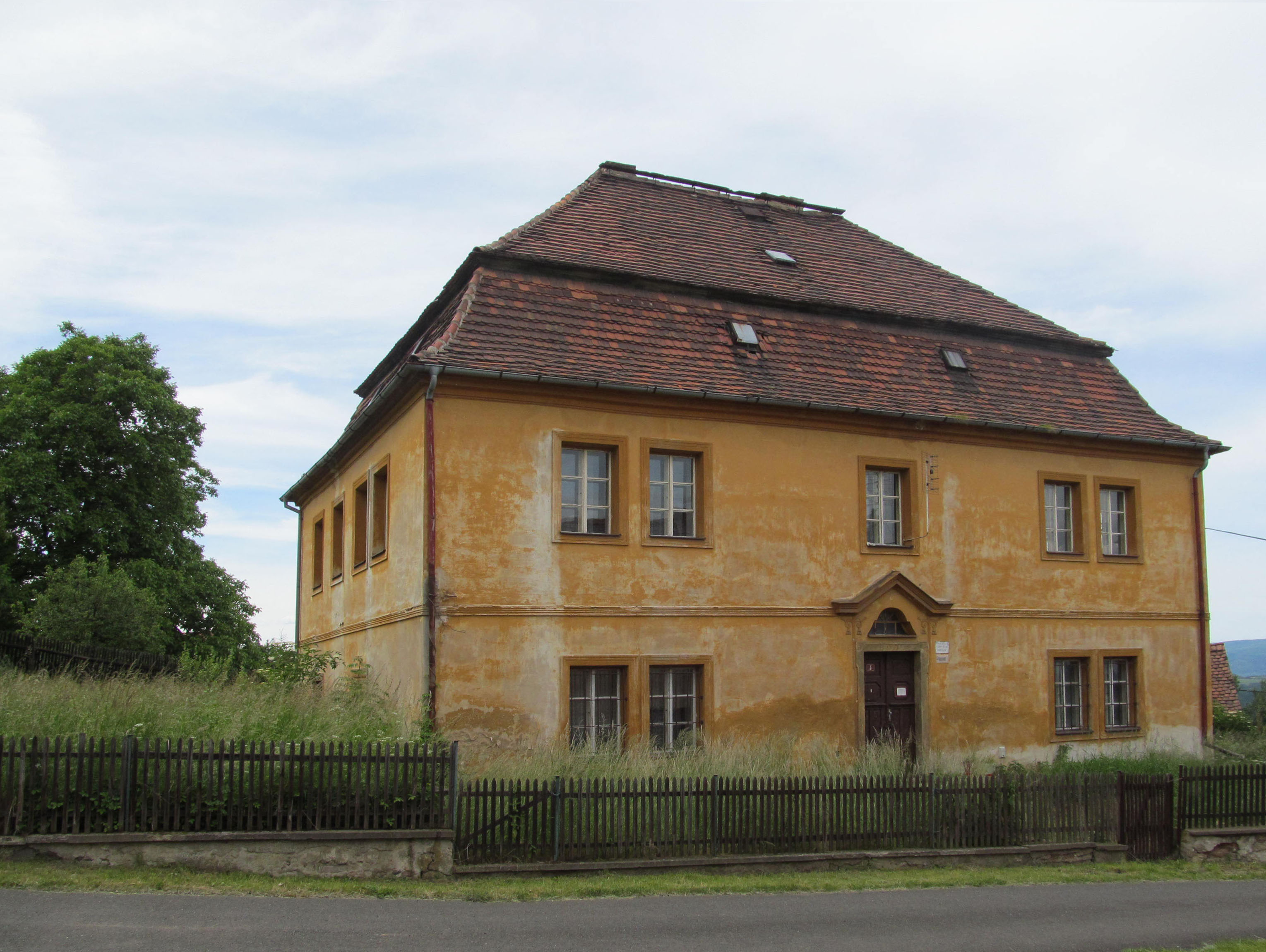
Farní budova

Pro dějiny bořislavské farnosti je klíčový rok 1661. Tehdy se bořislavská farnost od teplického děkanátu opět osamostatnila a kostely ve Rtyni a Hradišti byly ustanoveny jako filiální k tomu bořislavskému. Tím získala farnost svůj dnešní rozsah. Prvním farářem byl ustanovený Zikmund Ignác Hundeshagen. Vzhledem k teplickému patronátu však blízké spojení s teplickým děkanstvím trvalo. Často se stávalo, že tepličtí děkané začínali svou kariéru právě v Bořislavi.
V polovině 2. desetiletí 18. století se patronátní úřad rozhodl postavit v Bořislavi nový kostel. Vysvěcen byl snad v roce 1717. Je dílem teplického stavitele Christiana Laglera. Zároveň byl rozšířen hřbitov okolo bořislavského kostela a obehnán zdí. Po novostavbě kostela došlo i na novou farní budovu, postavenou zřejmě rovněž na místě té původní. Nad vstupním portálem je letopočet 1733, což je pravděpodobně rok dostavby. Její stavitel Jeroným Costa (asi 1691 Como, Lombardie – 1741 Praha) byl jeden z mnoha italských architektů, kteří se usadili v té době v Čechách. Z jeho realizací jsou známé např. pohřební kaple Božího Těla v Hostíně u Vojkovic a zámek v Lipové na Děčínsku. V rámci bořislavské farnosti vypracoval návrh na novostavbu kostela sv. Martina ve Rtyni.
V roce 1857 byl učiněn pokus obnovit samostatnou farnost v Hradišti, z čehož ale sešlo.

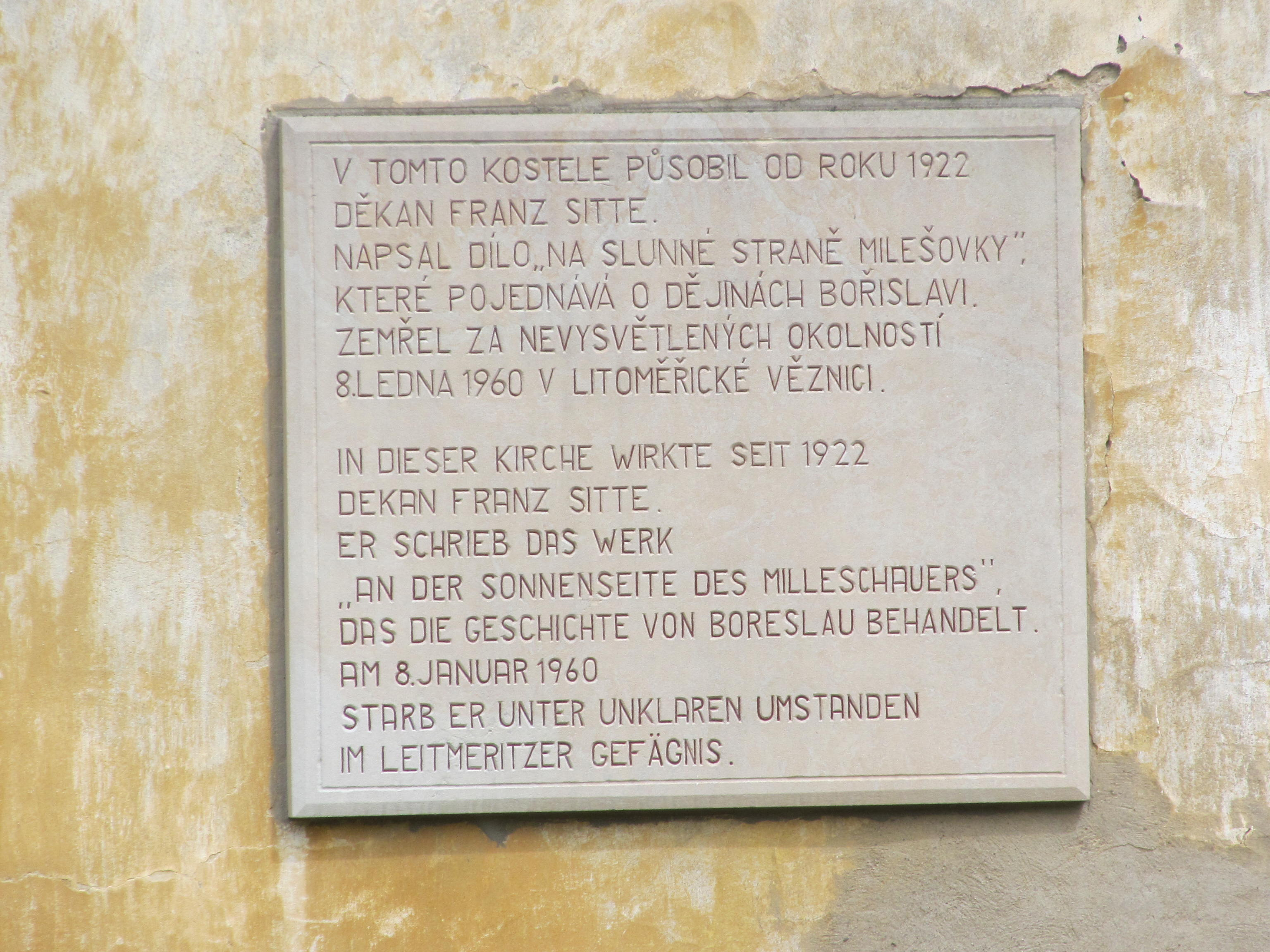
Pamětní deska Franze Sitteho

 Od 1. ledna 1935 byl v místě ustanoven farářem Franz Sitte, pozdější oběť komunistického pronásledování katolické církve. Do Bořislavi jako kaplan přišel roku 1922.
V 80. letech 20. století byla zbořena kaple v obci Bílka. Nově byla postavena až v letech 1996–2000. Kapli v Bílce následně benedikoval litoměřický biskup Josef Koukl. Farnost byla obsazena knězem až do roku 2012, kdy zdejší farář Rossler odešel do penze. Poté Bořislav začala být administrována knězem z Bíliny.

### Roky postavení kostelů a kaplí ve farnosti
- 1691 kostel sv. Vavřince v Hradišti
- 1717 kostel sv. Kateřiny v Bořislavi
- 1736 kostel sv. Martina ve Rtyni nad Bílinou
- 1805 kaple sv. Antonína Paduánského ve Lbíně
- 1812 kaple sv. Jana a Pavla v Malhosticích
- 1834 kaple Panny Marie ve Bžanech
- 1842 kaple sv. Floriána v Sezemicích (zachovány jen základy)
- 1851 kaple sv. Fabiána a Šebestiána v Žalanech
- 1902 kaple Korunovace Panny Marie v Mošnově
- 1905 kaple Jména Panny Marie v Úpořinách (renovace)
- 1907 kaple v Kozlíkách
- 1924 kaple sv. Antonína ve Vrahožilech[17]

## Duchovní správa

### Duchovní správcové vedoucí farnost v předbělohorském období
Roky uvedení jmenovaného v písemných pramenech:
- 1377 Pavel
- 1399 Jan, Štěpán (do 1402)
- 1402–1416 Mikuláš († 1416 v Bořislavi)
- 1410 Swierzko (krátce)
- 1416 Jan
- 1435 Appolinaris z Horšovského Týna¨
- 1564 Jakub
- 1592–1624  Michael Longolius z Kralovic († 1628 v Geisingu)

### Duchovní správcové vedoucí farnost od doby pobělohorské
Začátek působnosti jmenovaného v duchovní správě farnosti od:
- 1650 Elias Ignaz Reichel
- 1661 Sigismundus Ignatius Hundeshagen (Zikmund Ignác Hundeshagen)
- Michael Koch
- Joannes Peschka (Jan Peschka)
- Andreas Aumayer, † 15. 9. 1680
- 1680 Malachias Welcker O. Cist., n. 1644, † 5. 5. 1712
- 1686 Paul Anton Weigel
- 1720 Joannes Christophorus Müller (Johann Christoph Müller)
- 1724 Josephus Antonius Klaus (Josef Anton Klaus)
- 1726 Joannes Wenceslaus Schutz (Johann Wenzel Schutz)
- 1733 Joannes Tittl (Johann Tittl)
- 1761 Georgius Libech
- 1775 Carolus May (Karl May)
- 1779 Joannes Christophorus Vogel (Johann Christoph Vogel)
- 1779 Josef May
- 1800 Anton Bergmann, † 6. 7. 1809
- 1810 par. vacat., cap. Franc. Porschitz
- 1811 Vincenc Martin Teppich, n. 11. 11. 1775 Litoměřice, o. 7. 12. 1799, † 10. 6. 1833
- 1834 Josef Weinert, n. 12. 1. 1796 Minice, okr. Louny, o. 24. 8. 1820, † 30. 8. 1867
- 1848 par. vacat, admin. Anton Ladek (Anton Ledek)
- 1849 Franz Reinisch, n. 27. 4. 1810 Šluknov, o. 4. 8. 1834
- 1865 Josef Hauschild, n. 17. 11. 1813 Litoměřice, o. 3. 8. 1840, † 18. 5. 1867
- 1868 Josef Novak (Josef Nowak), n. 25. 12. 1832 Ltm. Pokratice, o. 25. 7. 1855, † 27. 5. 1880
- 1878 par. vacat, admin. int. Franc. Langer
- 1879 Wenc. Richter (Václav Richter), n. 23. 12. 1826 Jindřichov, okr. Bruntál, o. 17. 1. 1850, † 28. 8. 1889
- 1890 par. vacat, admin. int. Eduard Pompe
- 1890 Franciscus Zuklín (Franz Zuklin), n. 2. 11. 1854 Horažďovice o. 19. 7. 1879, † 2. 2. 1917
- 1917 Andreas Böhm (Andreas Bohm), n. 18. 1. 1876 Třebeň, o. 10. 7. 1898, † 22. 12. 1944
- 1. 1. 1935 Franz Sitte, n. 17. 2. 1896 Hrádek nad Nisou, o. 20. 8. 1922, † 8. 1. 1960
- 1. 3. 1960 Vlastimil Punčochář
- 1. 6. 1965 František Kišš
- 1. 6. 1966 Tomáš Holoubek
- 1. 10. 1968 Milan Vlček
- 1. 7. 1989 Antonín Pavel Kejdana, OFM
- 1989-1990 farnost krátce administrována z Teplic
- 1. 2. 1990 Benno Rössler, farář
- 1. 9. 2012 Marcin Saj, admin. exc. z Bíliny[18]

Kromě kněží stojících v čele farnosti, působili ve farnosti v průběhu její historie i jiní kněží. Většinou pracovali jako farní vikáři, kaplani, katecheté, výpomocní duchovní aj.

#### Galerie duchovních

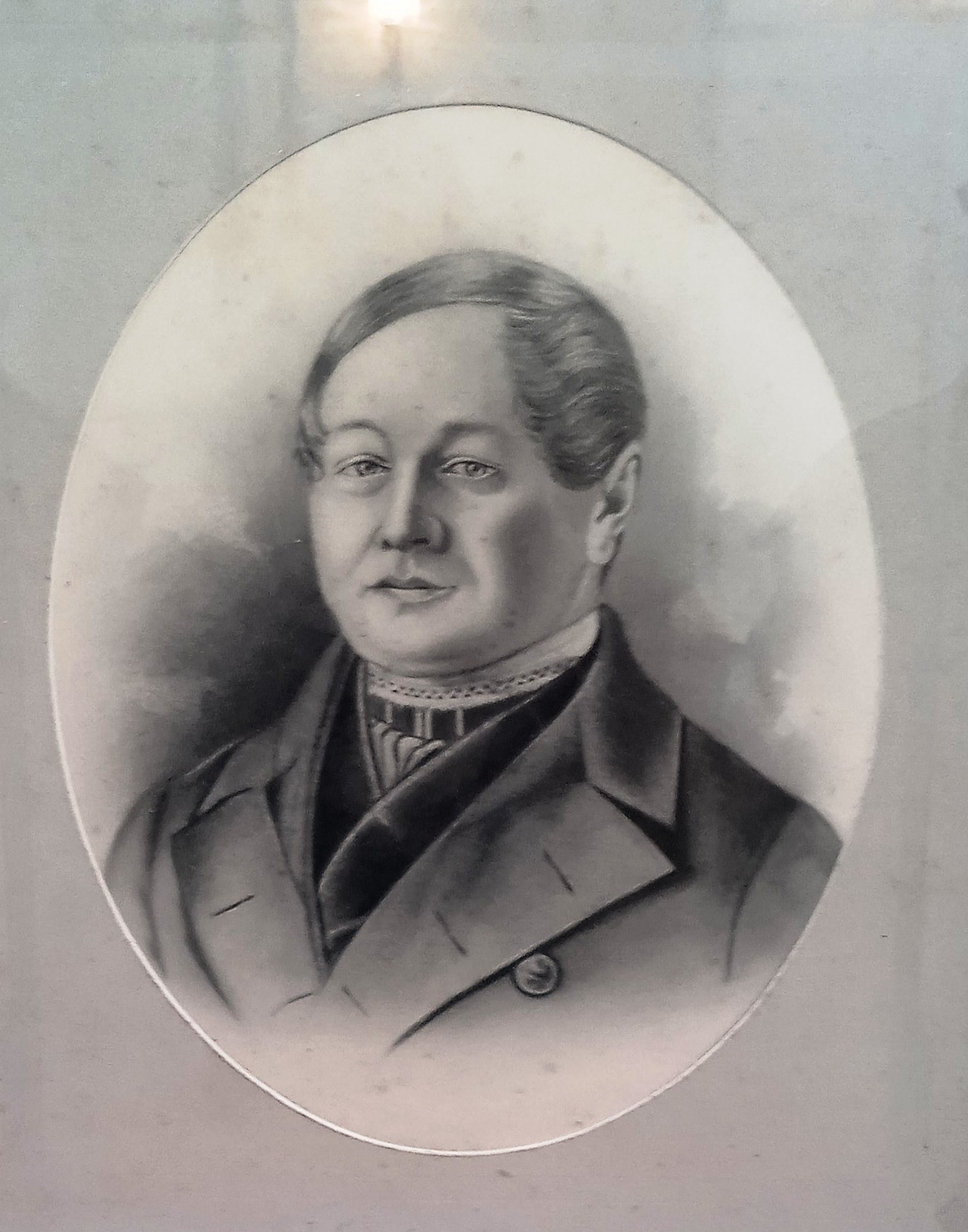
Franz Reinisch, farář v letech 1849–1865
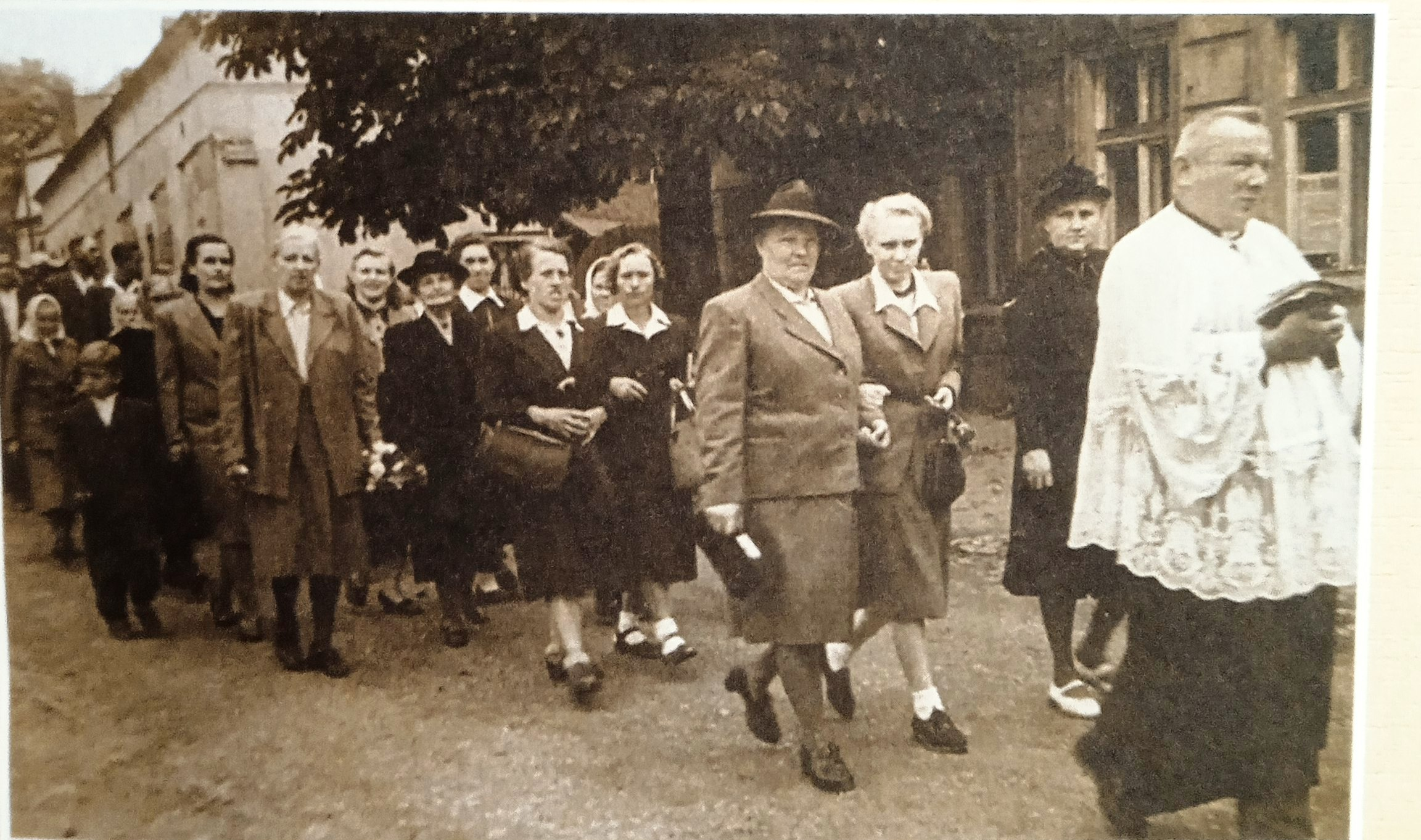
P. Franz Sitte vede v roce 1950 procesí ve Lbíně
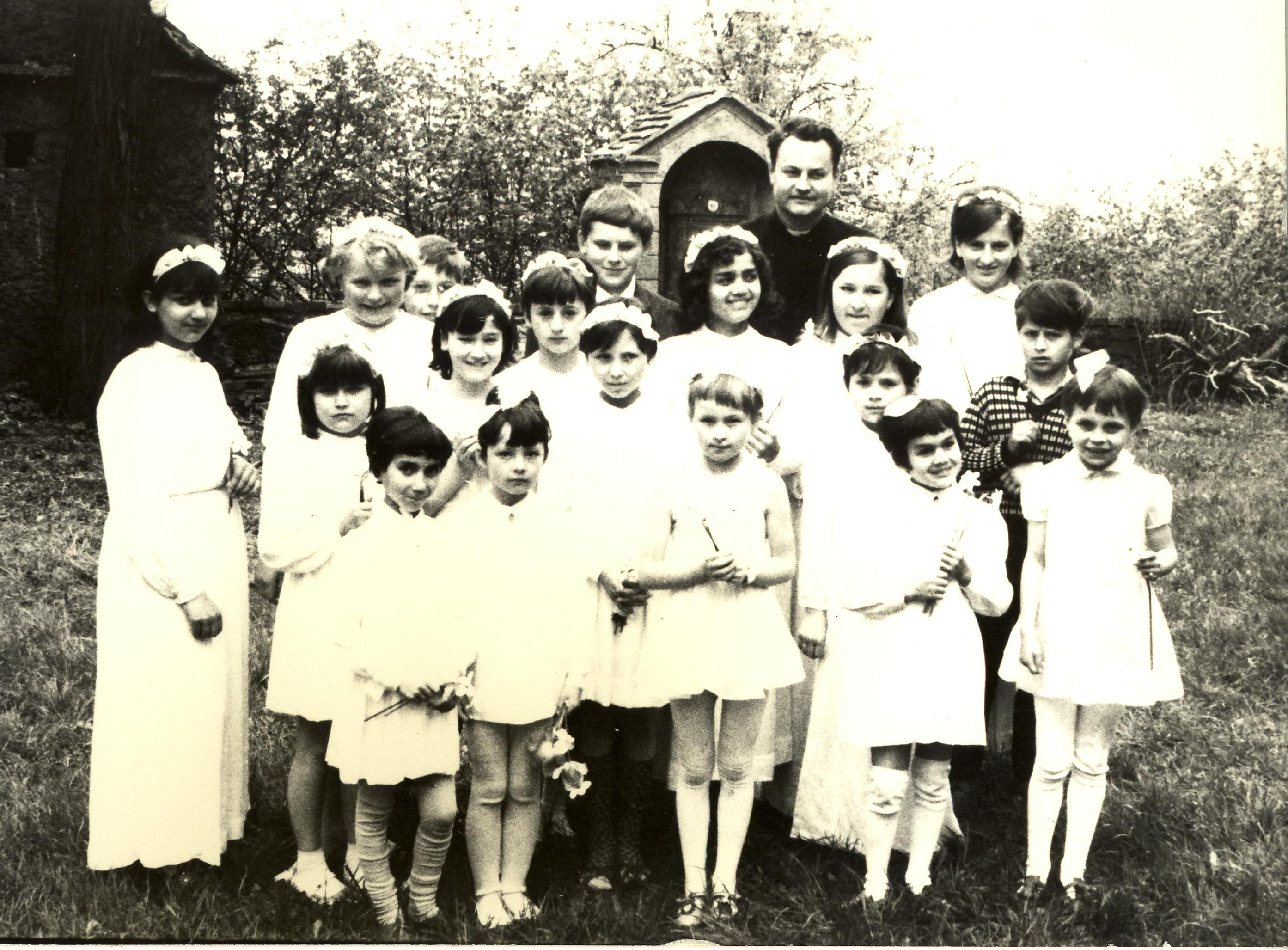
P. Milan Vlček s biřmovanými dětmi v roce 1969
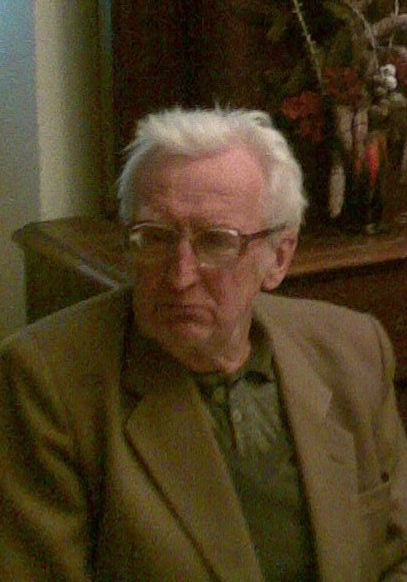
Farář Benno Rössler v roce 2007

## Římskokatolické sakrální stavby a místa kultu na území farnosti
| | Fotografie | Stavba                         | Místo             | Bohoslužby                      | Zeměpisné souřadnice             | Status          | Číslo kulturní památky                       |
| Kostely | Kostely    | Kostely                        | Kostely           | Kostely                         | Kostely                          | Kostely         | Kostely                                      |
| --- | ---------- | ------------------------------ | ----------------- | ------------------------------- | -------------------------------- | --------------- | -------------------------------------------- |
| 1. |            | Kostel sv. Kateřiny            | Bořislav          | bližší informace o bohoslužbách | 50°34′46″ s. š., 13°55′47″ v. d. | farní kostel    | 42836/5-2562 (Pk•MIS•Sez•Obr•WD) (Q24282924) |
| 2. |            | Kostel sv. Vavřince            | Hradiště          | bližší informace o bohoslužbách | 50°35′39″ s. š., 13°52′17″ v. d. | filiální kostel | 43440/5-2571 (Pk•MIS•Sez•Obr•WD) (Q24719148) |
| 3. |            | Kostel sv. Martina             | Rtyně nad Bílinou | bližší informace o bohoslužbách | 50°36′13″ s. š., 13°54′33″ v. d. | filiální kostel | 42670/5-2731 (Pk•MIS•Sez•Obr•WD) (Q18915440) |
| Kaple |            |                                |                   |                                 |                                  |                 |                                              |
| 4. |            | Kaple sv. Václava              | Bílka             | bližší informace o bohoslužbách | 50°34′4″ s. š., 13°56′1″ v. d.   | kaple           | (Q28090565)                                  |
| 5. |            | Kaple                          | Bukovice          | bohoslužby příležitostně        | 50°34′42″ s. š., 13°53′5″ v. d.  | kaple           | —                                            |
| 6. |            | Kaple Panny Marie              | Bžany             | bližší informace o bohoslužbách | 50°35′21″ s. š., 13°52′52″ v. d. | kaple           | —                                            |
| 7. |            | Kaple sv. Antonína Paduánského | Lbín              | bližší informace o bohoslužbách | 50°36′25″ s. š., 13°51′28″ v. d. | kaple           | —                                            |
| 8. |            | Kaple sv. Antonína             | Lelov             | bohoslužby příležitostně        | 50°34′53″ s. š., 13°54′48″ v. d. | kaple           | —                                            |
| 9. |            | Kaple                          | Lysec             | bližší informace o bohoslužbách | 50°36′7″ s. š., 13°51′43″ v. d.  | kaple           | —                                            |
| 10. |            | Kaple sv. Jana Nepomuckého     | Lhenice           | bližší informace o bohoslužbách | 50°34′33″ s. š., 13°51′56″ v. d. | kaple           | —                                            |
| 11. |            | Kaple sv. Antonína             | Vrahožily         | bližší informace o bohoslubách  | 50°35′58″ s. š., 13°55′36″ v. d. | kaple           | —                                            |
| 12. |            | Kaple sv. Fabiána a Šebestiána | Žalany            | bližší informace o bohoslužbách | 50°35′25″ s. š., 13°54′23″ v. d. | kaple           | —                                            |
| Některé drobné sakrální stavby a pamětihodnosti lze dohledat zde v databázi Drobné sakrální památky Zaniklé sakrální stavby lze dohledat zde v databázi Poškozené a zničené kostely, kaple a synagogy v České republice |            |                                |                   |                                 |                                  |                 |                                              |

Ve farnosti se mohou nacházet i další drobné sakrální stavby, místa římskokatolického kultu a pamětihodnosti, které neobsahuje tato tabulka.